# 1982 في إسواتيني
قالب:سنة في إسواتيني
فيما يلي قوائم الأحداث التي وقعت خلال عام 1982 في إسواتيني.

## سياسة

### انتهاء فترة المنصب
- 21 أغسطس – سوبهوزا الثاني King of Eswatini [الإنجليزية]‏.

## مواليد

### مايو
- 29 مايو – دينيس ماسينا لاعب كرة قدم سوازيلاندي.

## وفيات

### أغسطس
- 21 أغسطس – سوبهوزا الثاني (مواليد 1899) صاحب أطول حكم ملكي في التاريخ.

قالب:سنوات في إسواتيني